# Junna
Keizer Junna (淳和天皇, Junna-tennō, 786-840) was de 53e keizer van Japan volgens de traditionele volgorde. Hij was een zoon van keizer Kammu en diens keizerin Fujiwara no Tabiko.
Junna regeerde van de 16e dag van de 4e maand van 823 tot de 28 dag van de 2e maand van 833. Hij volgde zijn broer Saga op toen die troonsafstand deed. Saga had hem tot kroonprins benoemd na de mislukte opstand van voormalig keizer Heizei.
De persoonlijke naam (zijn imina) van Junna was Ōtomo shinnō (大伴親王). Hij had zes keizerinnen en concubines. Met hen kreeg hij in totaal 13 kinderen.
Toen Junna in 833 aftrad, was ook Saga nog in leven. Daarom kwam Saga vanaf dat moment bekend te staan als de senior voormalige keizer en Junno als de junior voormalige keizer.
Junna stierf op 55-jarige leeftijd.
* Regent Jingu staat niet op de traditionele lijst.